# داشبورد

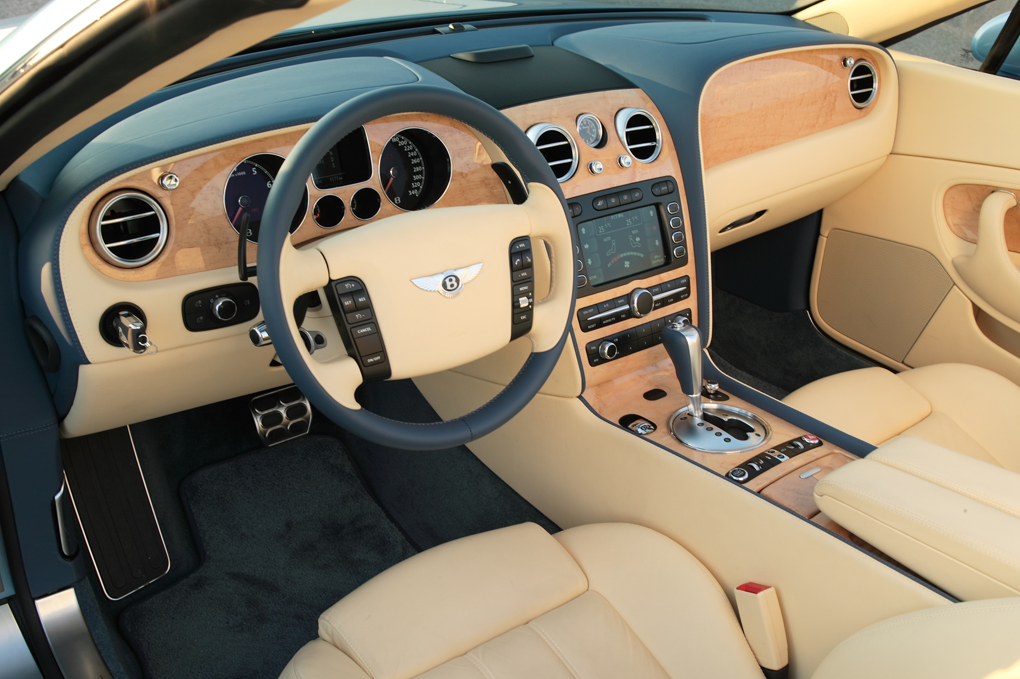
داشبورد یک خودرو

داشبورد (به انگلیسی: Dashboard)، بخشی از خودرو است که مرکز کنترل عملکرد آن محسوب می‌شود که در داخل و قسمت زیر شیشه جلویی خودرو قرار دارد. سرعت‌سنج، تجهیزات صوتی و فرمان در این بخش از خودرو قرار دارد.
جعبه داشبورد (به انگلیسی: Glove compartment)، جعبه‌ای است درون مجموعه داشبورد که محل نگهداری وسایل است.